# Caldelas (Amares)
Caldelas is een plaats (freguesia) in de Portugese gemeente Amares en telt 1013 inwoners (2001).

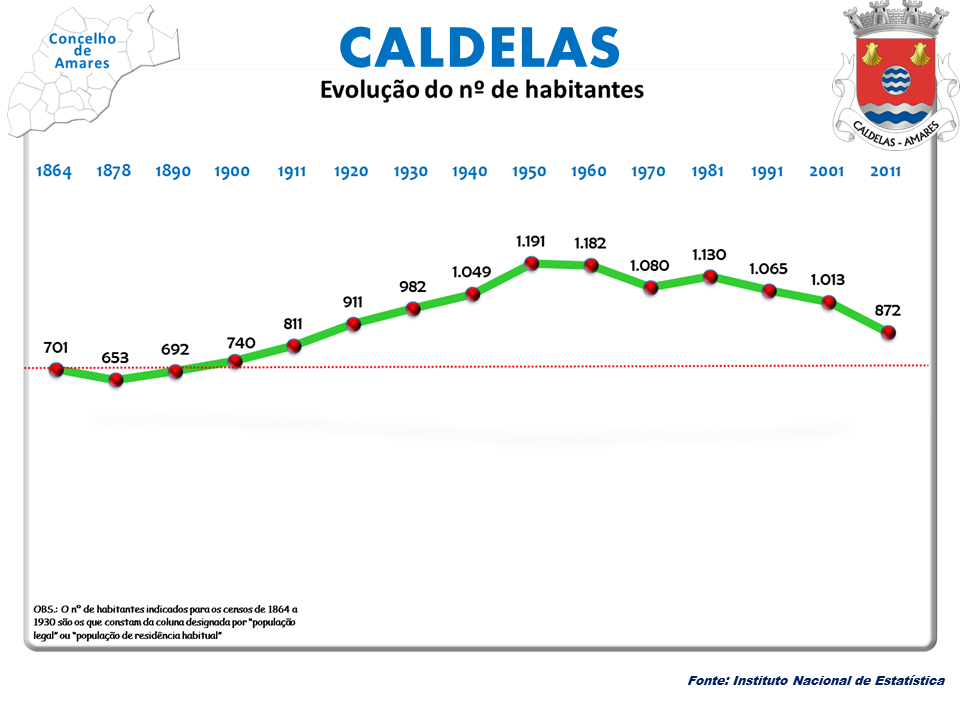
Bevolkingsontwikkeling tussen 1864 en 2011